# Axel Bengs
Axel Bengs (* 2. November 1925 in Berlin; † 6. August 1988 ebenda) war ein deutscher Gebrauchsgrafiker, vor allem Gestalter von Briefmarken, in der DDR.

## Leben und Werk
Bengs absolvierte von 1940 bis 1943 in Berlin eine Lehre als Lithograf. Danach wurde er zur Wehrmacht einberufen und nahm er am Zweiten Weltkrieg teil. Nach der Entlassung aus der Kriegsgefangenschaft studiert er von 1948 bis 1950 an der Meisterschule für Grafik in Berlin und von 1950 bis 1955 Gebrauchsgrafik an der Kunsthochschule Berlin-Weißensee. Danach war er in Berlin freischaffend als Gebrauchsgrafiker tätig. Er war Mitglied des Verbands Bildender Künstler der DDR.
Bedeutung erlange Bengs vor allem durch seine Entwürfe für eine große Zahl von Briefmarken der Deutschen Post, wobei er bei einigen mit Rudolf Skribelka zusammenarbeitete. Daneben schuf er Plakate, Prospekte und andere gebrauchsgrafische Arbeiten und freie Grafiken.
Um 1960 erhielt er den Auftrag zur Überarbeitung des Entwurfs von Georg Stapel für die Amtskette des Rektors der Humboldt-Universität Berlin. Die danach gefertigte von der Staatlichen Münze gefertigte Kette wurde erstmals von Rektor Kurt Erich Schröder 1960 in der Öffentlichkeit getragen.

## Andere Werke (Auswahl)
- Briefmarke Deutscher Friedenskongress (Plakat; 1958)[2]

## Teilnahme an Ausstellungen (unvollständig)
- 1957: Berlin, Ausstellungspavillon Werderstraße („Junge Künstler der DDR“)
- 1958 und 1967/1968: Dresden, Vierte und VI. Deutsche Kunstausstellung
- 1960 und 1982: Berlin, Bezirkskunstausstellungen (Gebrauchsgrafik)